# Pièce de 10 cents de dollar américain Mercury
La pièce de dix cents de dollar américain Mercury est frappée par la Monnaie des États-Unis de la fin de l’année 1916 à 1945. Conçue par Adolph Weinman et également connue sous le nom de Winged Liberty Head dime (dime à la tête de Liberté ailée), elle doit son appellation courante au fait que l’effigie, à l’avers, d’une jeune Liberté coiffée d’un bonnet phrygien orné d’ailes, est souvent confondue avec la représentation du dieu romain Mercure. Weinman aurait utilisé comme modèle Elsie Stevens, épouse de l’avocat et poète Wallace Stevens. Le revers de la pièce présente un faisceau de licteur, symbole d’unité et de force, accompagné d’une branche d’olivier, signe de paix.
En 1916, le dime, le quart de dollar et le demi-dollar conçus par le graveur en chef de la Monnaie, Charles E. Barber, sont frappés depuis 25 ans et peuvent être remplacés par le Trésor — dont dépend la Monnaie — sans autorisation du Congrès. Les responsables de la Monnaie, croyant à tort que les dessins doivent obligatoirement être changés, organisent un concours entre trois sculpteurs, auquel participe également Barber, en poste depuis 36 ans. Les dessins de Weinman pour le dime et le demi-dollar sont retenus.
Bien que le nouveau dessin soit salué pour sa beauté, la Monnaie doit y apporter des modifications après avoir appris que les fabricants de distributeurs automatiques rencontrent des difficultés à faire fonctionner leurs appareils avec la nouvelle pièce. Le dime Mercury continue d’être frappé jusqu’en 1945, date à laquelle le Trésor ordonne son remplacement par un nouveau modèle à l’effigie du président Franklin Roosevelt, récemment décédé. La pièce est frappée à nouveau en or pour son centenaire en 2016, et une nouvelle, toujours en or et datée de 1916, en 2026 pour la commémoration du 250e anniversaire de l’indépendance américaine.

## Origines
Le 26 septembre 1890, le Congrès des États-Unis adopte une loi stipulant :

« Le directeur de la Monnaie aura le pouvoir, avec l’approbation du secrétaire au Trésor, de faire préparer et adopter de nouveaux dessins … Mais aucun changement du dessin ou du coin d’une pièce ne pourra être effectué plus d’une fois tous les vingt-cinq ans, en comptant l’année de la première adoption du dessin… Toutefois, le directeur de la Monnaie aura néanmoins le pouvoir, avec l’approbation du secrétaire au Trésor, d’engager temporairement les services d’un ou de plusieurs artistes, distingués dans leurs domaines respectifs, qui seront rémunérés pour ce service à partir des crédits accessoires de la Monnaie de Philadelphie. »

La série dite Barber (en) est introduite en 1892. Elle comprend des dimes, des quarts de dollar et des demi-dollars, tous conçus par le graveur en chef de la Monnaie, Charles E. Barber. Cette introduction fait suite à un concours visant à remplacer la série Seated Liberty (en), frappée depuis les années 1830. La Monnaie n’ayant offert qu’une faible récompense au lauréat, tous les artistes invités refusent de participer. Le concours est alors ouvert au public, mais le comité de sélection ne juge aucune proposition satisfaisante. En conséquence, le directeur de la Monnaie, Edward Leech, confie directement à Barber la conception des nouvelles pièces de dix, vingt-cinq et cinquante cents. Après leur mise en circulation, ces pièces suscitent un mécontentement notable du public,.
À partir de 1905, les administrations présidentielles successives cherchent à introduire des dessins modernes et esthétiques sur les pièces américaines. Après la refonte du double eagle, de l'eagle, du half eagle et du quarter eagle en 1907 et 1908, ainsi que celle du cent et du nickel respectivement en 1909 et 1913, les partisans du remplacement des pièces Barber commencent à militer en faveur d’un changement dès l’expiration de la période minimale d’usage des modèles en 1916. Dès 1914, Victor David Brenner, concepteur du cent Lincoln, soumit spontanément des projets pour les pièces en argent. Il reçoit pour réponse que le secrétaire au Trésor, William G. McAdoo, est alors entièrement absorbé par d’autres dossiers.
Le 2 janvier 1915, un entretien avec Adam M. Joyce, surintendant de la Monnaie de Philadelphie, est publié dans le Michigan Manufacturer and Financial Record :

« Pour autant que je sache… il n’est nullement prévu d’émettre de nouvelles pièces de 50, 25 et 10 cents. Si toutefois un changement devait être opéré, nous espérons tous que seront produites des pièces plus pratiques et plus satisfaisantes que les récents double eagle et eagle de Saint-Gaudens, ainsi que les half eagle et quarter eagle de Bela Pratt (en). Le buffalo nickel et le cent Lincoln présentent également, d’un point de vue pratique, des défauts. Tous ces modèles sont le résultat de la volonté du gouvernement de frapper des pièces qui plaisent aux artistes, plutôt qu’aux professionnels de la frappe monétaire. »

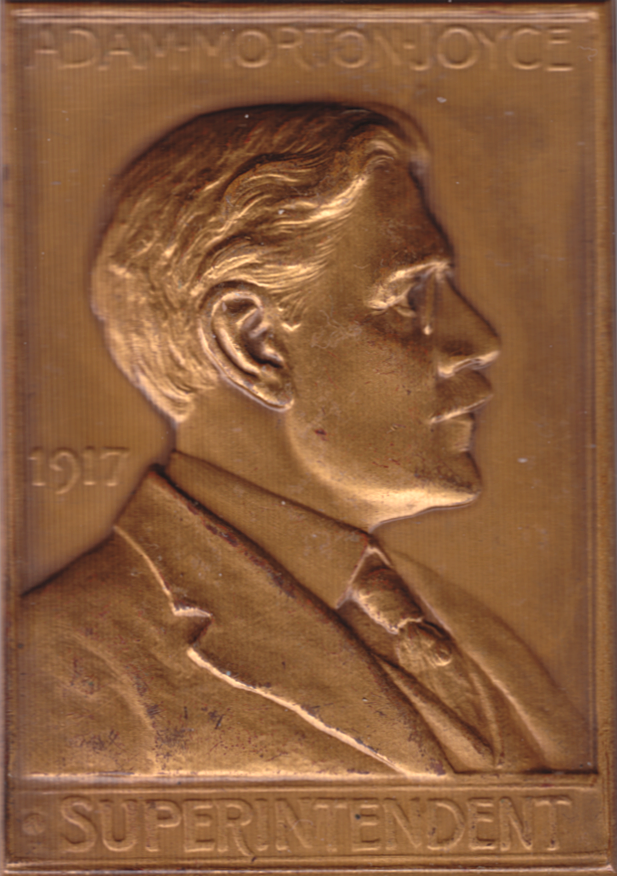
Le surintendant de la Monnaie de Philadelphie, Adam M. Joyce, critique le cent Lincoln ainsi que d’autres nouvelles pièces, estimant qu’elles se frappent mal. Plaquette réalisée par George T. Morgan.

En janvier 1915, le secrétaire adjoint au Trésor, William P. Malburn, adresse à William G. McAdoo un mémo concernant la monnaie divisionnaire en argent, notant que « le demi-dollar, le quart de dollar et le dime actuels ont été modifiés en 1892, et qu’un nouveau dessin pourrait donc être adopté en 1916. Cela peut être fait à tout moment de l’année ». En marge de ce document, McAdoo répond « que la Monnaie présente ses propres dessins avant que nous ne fassions appel à quelqu’un d’autre ».
En avril 1915, Robert W. Woolley prend ses fonctions de directeur de la Monnaie. Le 14 avril, il demande au surintendant Joyce de solliciter le graveur en chef Barber, alors dans sa 36e année de service, afin qu’il prépare de nouveaux dessins. Le même jour, Malburn consulte l’avis du conseiller juridique du département du Trésor sur l’interprétation de la loi, afin de confirmer que la Monnaie peut frapper de nouveaux modèles pour les trois valeurs en 1916. Le 17 avril, le bureau du conseiller confirme que cette modification était possible. La Monnaie étant alors pleinement mobilisée par la production des pièces commémoratives de l’exposition Panama-Pacifique, aucune mesure immédiate n'est prise. En octobre, Barber est convoqué à Washington pour discuter des nouveaux dessins avec Woolley, bien qu’il ne soit pas certain qu’il ait déjà esquissé des propositions.
Le 3 décembre, Woolley rencontre la Commission des beaux-arts. Il présente aux membres des esquisses préparées par le service de gravure de la Monnaie. Barber est présent pour expliquer le processus de fabrication des pièces. Woolley suggère que, si les membres ne sont pas satisfaits du travail interne de la Monnaie, ils choisissent des sculpteurs extérieurs pour soumettre des propositions. Il souhaite que le dime, le quart de dollar et le demi-dollar aient des dessins distincts — jusque-là, les trois valeurs sont presque identiques. Le directeur affirme que, les pièces en circulation ayant 25 ans d’ancienneté, elles doivent être remplacées, ce que l’historien numismate David Lange qualifie plus tard de « mauvaise interprétation des lois monétaires ».
La Commission rejette les esquisses de la Monnaie, présentées par Barber et sélectionne les sculpteurs Adolph Weinman, Hermon MacNeil et Albin Polasek (en) pour proposer de nouveaux modèles. Les artistes peuvent soumettre plusieurs dessins. La Monnaie se réserve la possibilité d’attribuer un dessin à une autre valeur que celle prévue par l’artiste, mais certaines contraintes légales limitent les échanges : par exemple, un aigle doit obligatoirement figurer au revers du quart et du demi-dollar, mais ne peut apparaître sur le dime. Woolley espère que chaque sculpteur remporte au moins une des trois pièces.

Les trois artistes soumettent leurs esquisses à la mi-février et, le 23 février, rencontrent Woolley à New York pour présenter leurs travaux et répondre à ses questions. À l’issue de discussions entre Woolley et McAdoo, Weinman est informé, le 28 février, que cinq de ses esquisses ont été retenues — pour le dime, le demi-dollar et le revers du quart de dollar. Le même jour, Woolley écrit à MacNeil pour lui confier l’avers du quart de dollar, et à Polasek pour lui annoncer que ses propositions n’ont pas été retenues. Sur l’insistance de membres de la Commission, qui estiment qu’il ne faut pas confier trop de responsabilités à un seul artiste, MacNeil reçoit finalement la mission de concevoir les deux faces du quart de dollar, à condition d’apporter certaines modifications à son projet.

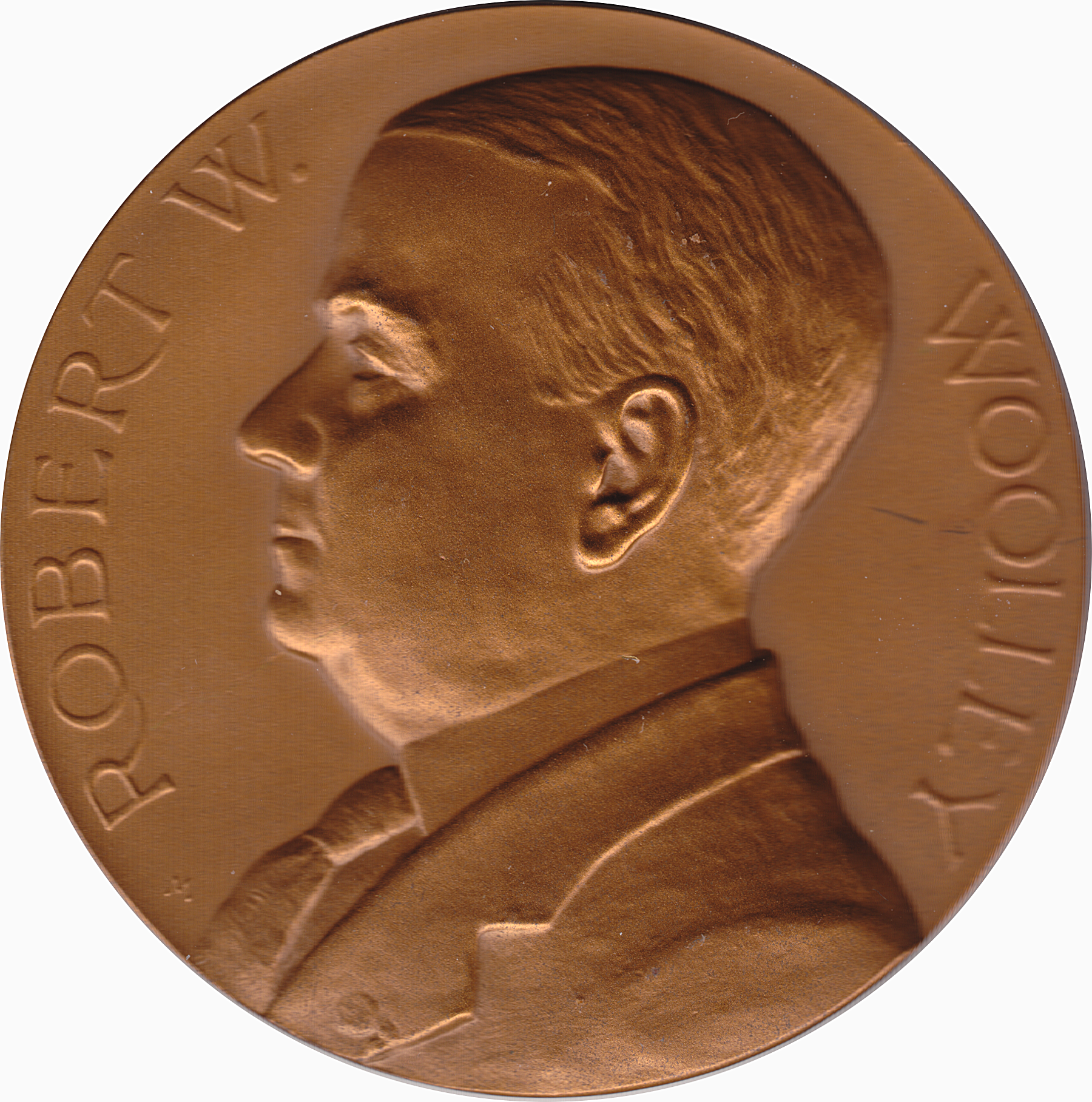
Le directeur de la Monnaie, Robert W. Woolley (représenté sur sa médaille officielle, conçue par le graveur adjoint George T. Morgan), plaide pour la fin de la série Barber, bien qu’il ne comprenne peut-être pas qu’il n’est pas tenu de la remplacer.

Le 3 mars, les nouvelles pièces sont officiellement annoncées, le Trésor déclarant  que « la loi exige que les dessins de ces pièces soient modifiés tous les 25 ans, et la période actuelle de 25 ans se termine avec 1916 ». Le communiqué précise que le Trésor espère lancer la production des nouvelles pièces environ deux mois plus tard, une fois les dessins finalisés. Le même jour, Woolley écrit au graveur Barber pour l’informer que ses esquisses sont rejetées et que les modèles de Weinman et de MacNeil arrivent à la Monnaie de Philadelphie au plus tard le 1er mai.
Selon l’historien numismate Walter Breen, Barber devient « maussade et totalement non coopératif ». David Lange relève que « de nombreux retards sont enregistrés, les artistes peaufinant leurs modèles tout en évitant les obstacles que Barber place sur leur chemin. Bien que ses observations sur de nombreux aspects pratiques de la frappe monétaire aient été justes, elles auraient clairement pu être formulées de manière plus constructive ». Dans son ouvrage consacré au dime Mercury, Lange souligne que Barber, alors âgé de 75 ans, avait été « contraint, au cours des dix dernières années, de participer au démantèlement systématique des réalisations d’une vie » : il doit prendre part à un processus qui aboutit à remplacer ses propres créations par celles d’autres artistes.
Avec ces nouvelles pièces, toutes les monnaies américaines ont bénéficié d’un changement de dessin récent (le dollar Morgan n’étant alors plus frappé). Comme le note un article du magazine The Art World plus tard en 1916 : 

« Depuis cette époque, notre numismatique a connu de grands progrès artistiques. Des sculpteurs de renom ont été employés, avec des résultats admirables… Et voici que nous allons avoir un nouveau demi-dollar et un nouveau dime de Weinman, ainsi qu’un nouveau quart de dollar de McNeill. Dans l’ensemble, avec le recul, cela semble une réalisation incroyable. »

## Dessin

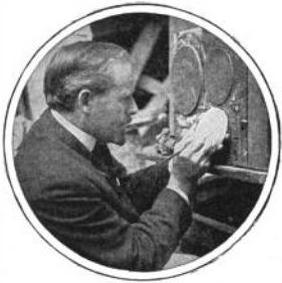
Adolph Weinman est considéré comme ayant utilisé sa voisine, Elsie Stevens, comme modèle pour le dime Mercury.

Weinman ne révèle jamais le nom du modèle ayant servi pour l’avers, et aucune personne ne revendique ce rôle. Il est cependant admis que la Liberté ailée serait inspirée d’un buste réalisé en 1913 par Weinman, représentant Elsie Stevens, épouse de Wallace Stevens. Avocat et dirigeant d’une compagnie d’assurances, Wallace Stevens devient plus tard célèbre comme poète ; de 1909 à 1916, lui et son épouse louent un appartement appartenant à Weinman. Dans une ébauche de ses mémoires inédites, Woolley écrit que Weinman a refusé de donner le nom du modèle, mais lui a indiqué qu’il s’agiit de l’épouse d’un avocat résidant à l’étage au-dessus de son appartement à Manhattan (dans une version ultérieure, Woolley omet la précision sur le lieu, mentionnant seulement qu’il s’agiit de l’épouse d’un ami avocat). Woolley rapporte également qu’on lui a dit que le modèle porte le haut d’une vieille paire de bas pour simuler le bonnet. En 1966, Holly Stevens, fille de Wallace et Elsie Stevens, précise dans son édition des lettres de son père qu’Elsie a bien servi de modèle pour le dime et le demi-dollar de Weinman. Les traits de la Liberté rappellent aussi ceux de la Victoire figurant dans le groupe statuaire Union Soldiers and Sailors' Monument (en), érigé à Baltimore en 1909, œuvre également signée Weinman.

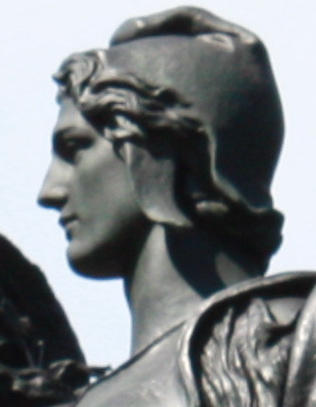
La statue de la Victoire réalisée par Weinman en 1909, dans le de Baltimore, présente des traits que l’on dit semblables à ceux de la Liberté figurant sur le dime Mercury.

Le dime conçu par Weinman représente la Liberté aux boucles serrées, coiffée d’un pileus traditionnel, ou bonnet de la Liberté. Sa représentation de ce pileus sous la forme d’un bonnet ailé a suscité des comparaisons avec les deniers de la République romaine, comparaisons que l’historien de l’art Cornelius Vermeule juge superficielles. Weinman indique qu’il considère le bonnet ailé comme un symbole de la « liberté de pensée ». Vermeule suggère qu’une des raisons de l’ajout d’ailes est que Weinman, comme beaucoup d’artistes dans la tradition d’Augustus Saint-Gaudens — auprès duquel il avait étudié, apprécie l’effet visuel des plumes sculptées en relief.
Le revers présente un faisceau de licteur, objet porté par les licteurs qui accompagnent les magistrats romains, représentant ici la guerre et la justice. Ce symbole est mis en contraste avec une large branche d’olivier représentant la paix,. Selon Breen, « le message symbolique de Weinman dans ce dessin […] est clairement une version modernisée de « Ne me marche pas dessus » ». Le faisceau est lié à la fois horizontalement et en diagonale par une lanière de cuir, dont les extrémités libres apparaissent en bas. Les inscriptions sont réalisées dans un style romain, et conçues pour rester aussi discrètes que possible. Le monogramme de Weinman, « AW », figure à l’avers, à mi-hauteur entre la date et la lettre Y de « LIBERTY ». Le différent est indiqué au revers, à droite du premier E de « ONE DIME ».
Woolley décrit le dessin dans son rapport de 1916 au secrétaire au Trésor :

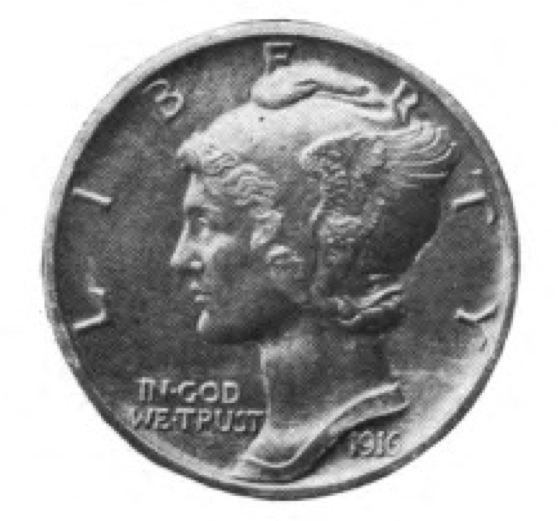
Un exemplaire modèle du dime Mercury de 1916 tel qu’illustré dans le rapport du directeur de la Monnaie de cette année-là. À noter : la tête est placée plus à droite sur la pièce que sur la version mise en circulation et elle recouvre moins la lettre « E ». Le monogramme de Weinman est également absent.

« Le dessin du dime, en raison de la petitesse de la pièce, a été conçu de manière assez simple. L’avers montre une tête de la Liberté coiffée d’un bonnet ailé. La tête est simple et ferme dans sa forme, le profil affirmé. Le revers présente le faisceau de licteur, avec hache de combat, connu sous le nom de « fasces » et symbolisant l’unité, source de la force nationale. Entourant le faisceau se trouve une branche d’olivier abondamment feuillue, symbole de paix. »

## Préparation
Après sa victoire au concours, Weinman se rend à l’atelier monétaire pour discuter de la conversion de ses modèles en coins définitifs. Lors de sa première visite, il trouve Barber absent, mais a un entretien avec George T. Morgan, graveur adjoint de longue date. D’autres visites suivent et, le 29 mars, Woolley écrit au surintendant Joyce : « Confidentiellement, les sculpteurs concevant les nouvelles pièces estiment, lors de leur dernier passage, que M. Morgan s’est montré bien plus cordial et coopératif que M. Barber. Je comprends que j’ai affaire à des tempéraments artistiques des deux côtés ».
Une grave angine retarde le travail de Weinman, qui demande alors un report de l’échéance du 1er mai. Le 29 mai, Woolley informe Weinman que ses dessins, tant pour le dime que pour le demi-dollar, ont été acceptés par la Monnaie.
Aucune pièce dessinée par Barber, dans les trois dénominations concernées, n’étant frappée en 1916, la demande accumulée est considérable. Le 24 juin, Woolley écrit à Joyce :

« Le dime est satisfaisant. Veuillez vous assurer que des coins de travail pour les trois ateliers soient produits aussi rapidement que possible, afin que la frappe des nouveaux dimes puisse commencer sans délai. La demande pour ces pièces est extrêmement forte. Tous ceux à qui les pièces ont été montrées ici les trouvent magnifiques. Je vous prie instamment de ne pas mettre en circulation les nouveaux dimes avant d’avoir reçu des instructions spécifiques de ce bureau. »

Deux jours plus tard, le travail sur les coins est interrompu : on estime que les inscriptions ne sont pas suffisamment nettes. Ce retard n’empêche toutefois pas l’atelier de verser à Weinman le paiement pour ses créations. Le 15 juillet, Woolley démissionne de son poste de directeur pour devenir responsable de la communication dans la campagne de réélection de Woodrow Wilson. Son successeur, Friedrich Johannes Hugo von Engelken, ne prend ses fonctions que le 1er septembre 1916, laissant Fred H. Chaffin comme directeur intérimaire. Aucun des nouveaux dessins n’étant prêt pour la production et la petite monnaie étant très demandée, l’atelier n’a d’autre choix que de frapper des dimes et des quarts de dollar Barber par millions.
Une fois les problèmes de lettrage réglés, le directeur intérimaire Chaffin met fin, le 29 août, à la frappe des dimes Barber et ordonne que la production du dime Mercury commence dès le lendemain à la Monnaie de Philadelphie. Barber a préparé des coins pour les Monnaies de Denver et de San Francisco, mais ceux-ci sont encore en transit. De petites quantités du nouveau dime ont été envoyées aux fabricants de distributeurs automatiques et de téléphones publics ; le 6 septembre, deux entreprises signalent des problèmes. AT&T se plaint que les nouvelles pièces sont trop épaisses et ne fonctionnent pas dans ses appareils. American Sales Machines, propriété de Clarence W. Hobbs, dont les plaintes avaient retardé le nickel Buffalo, demande des modifications pour que son détecteur de contrefaçons puisse fonctionner. Von Engelken ordonne l’arrêt de la production. En réalité, le dime n’est pas trop épais : son bord a été frappé trop haut, défaut connu sous le nom de « fin ». Ce problème, récurrent lors de la production du dessin de Weinman, est censé avoir été corrigé. Aucun dime n’a encore été frappé dans les deux ateliers de l’Ouest ; la frappe des dimes Barber reprend. Après qu’un article citant Joyce paraît dans la presse, Von Engelken ordonne à son personnel de ne pas parler aux journalistes.
Les difficultés rencontrées avec le dime risquent de constituer un embarras en pleine campagne présidentielle. William G. McAdoo demande combien de temps il faudrait pour lancer la frappe d’un nouveau dessin ; on lui répond que cela prend plusieurs mois. Weinman élabore alors des versions modifiées, espaçant légèrement les lettres de « LIBERTY » du bord et réduisant le relief. McAdoo approuve ce nouveau modèle le 28 septembre. Ces changements dissipent les inquiétudes des deux entreprises. Von Engelken autorise Joyce à produire les coins de frappe le 6 octobre, et la production des nouvelles pièces commence. Les frappes antérieures, y compris celles récupérées auprès des sociétés de test, sont fondues, à l’exception d’un spécimen connu aujourd’hui.

## Sortie et production

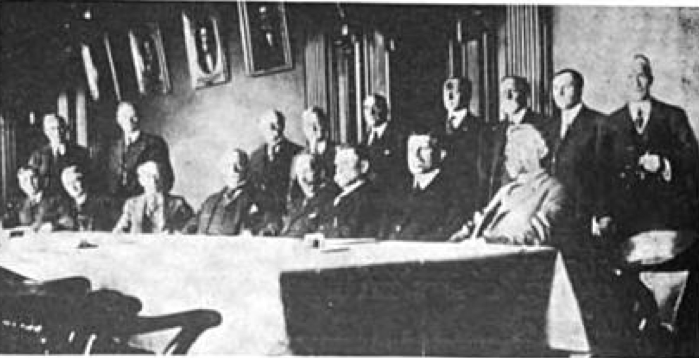
La Commission d’analyse des États-Unis de 1916 s’est réunie les 9 et 10 février 1916 pour tester les pièces de l’année précédente afin de s’assurer qu’elles respectaient les spécifications. Parmi les membres et responsables de la Monnaie figurent alors le directeur de la Monnaie Robert W. Woolley (debout, quatrième à partir de la gauche), le graveur de la Monnaie à Philadelphie Charles E. Barber (debout, troisième à partir de la gauche) et le surintendant de la Monnaie de Philadelphie Adam Joyce (debout à l’extrême droite).

La pièce de 10 cents Mercury est mise en circulation le 30 octobre 1916, le même jour que la fin de la production du dime Barber (en). Plusieurs journaux se plaignent alors que le monogramme de Weinman est trop visible sur l’avers ; selon le New York Times, le Trésor envisage même de le retirer. Le 4 novembre, Weinman demande à Joyce si ce retrait est réellement prévu ; il reçoit en réponse des compliments sur son dessin ainsi que la précision que la Monnaie n’est pas responsable de ce qui paraît dans la presse. Weinman écrit de nouveau, espérant apporter des modifications au dime, mais on lui répond que seul un acte du Congrès peut changer le dessin.
Parmi les trois pièces de circulation frappées pour la première fois en 1916, le dime Mercury est particulièrement salué. Le premier jour de mise en circulation, les quantités vendues sont limitées dans les banques. Un journal de Minneapolis le surnomma le « battle ax » (hache de bataille) ou le « golf dime », ce qui montre une ignorance quant à la signification des faisceaux de licteurs.
Une lettre publiée en janvier 1917 dans The Numismatist semble être la première référence numismatique à la pièce sous le surnom de « Mercury ». Lange retrace l’histoire de cette erreur :

« Cette mauvaise attribution apparaît presque immédiatement dans la presse grand public, lorsque des journalistes imaginent que la Liberté, pourtant manifestement féminine, représente en réalité Mercure, messager des dieux romains, indiscutablement masculin. Elle est encore aujourd’hui communément connue sous le nom de « Mercury Dime », malgré les nobles, mais vaines, tentatives de certains journaux pour corriger cette erreur »

.
Le graveur en chef Charles E. Barber meurt le 18 février 1917, après 37 ans de service. Son successeur est George T. Morgan, âgé de 72 ans, qui a travaillé sous Barber pendant toute sa carrière.
Le dime est frappé en grandes quantités jusqu’en 1930, à l’exception notable de l’émission « 1916-D » et de la période 1921-1923, où le ralentissement économique réduit la demande en pièces. Aucun dime n'est frappé en 1922, une première depuis 1826. Avec le début de la Grande Dépression, la production diminue à nouveau en 1930 et 1931 ; la frappe du dime est entièrement suspendue en 1932 et 1933.
Les millésimes à faible tirage ne sont pas rares aujourd’hui, car beaucoup sont thésaurisés, et les dimes datés de 1930 et 1931 restent facilement disponibles dans les banques une fois l’économie rétablie. Lorsque l’activité économique reprend, la frappe reprend en 1934, et le dime est produit en grand nombre chaque année jusqu’à la fin de la série.
Au début des années 1930, avec la montée des mouvements fascistes en Europe, certaines voix s’élevèrent aux États-Unis contre la présence des faisceaux, symbole du Parti national fasciste de Mussolini, au revers du dime. Les défenseurs de la pièce soulignent cependant que ces faisceaux sont censés symboliser l’unité.
La mort du président Franklin Roosevelt en avril 1945 entraîne immédiatement des appels à l’émission d’une pièce à son effigie. Comme Roosevelt a été étroitement associé à la campagne March of Dimes et que le dessin du dime peut être remplacé sans action du Congrès — puisqu’il a été frappé depuis plus de 25 ans, le Trésor choisit cette dénomination pour lui rendre hommage.
Le graveur en chef John R. Sinnock, successeur de Morgan, réalise le dessin représentant Roosevelt, qui remplace le dime Mercury en 1946, faisant de 1945 l'ultime année de production de ce dernier. Selon la directrice de la Monnaie Nellie Tayloe Ross, un total de 2 677 232 488 dimes Mercury ont été frappés.

## Collection

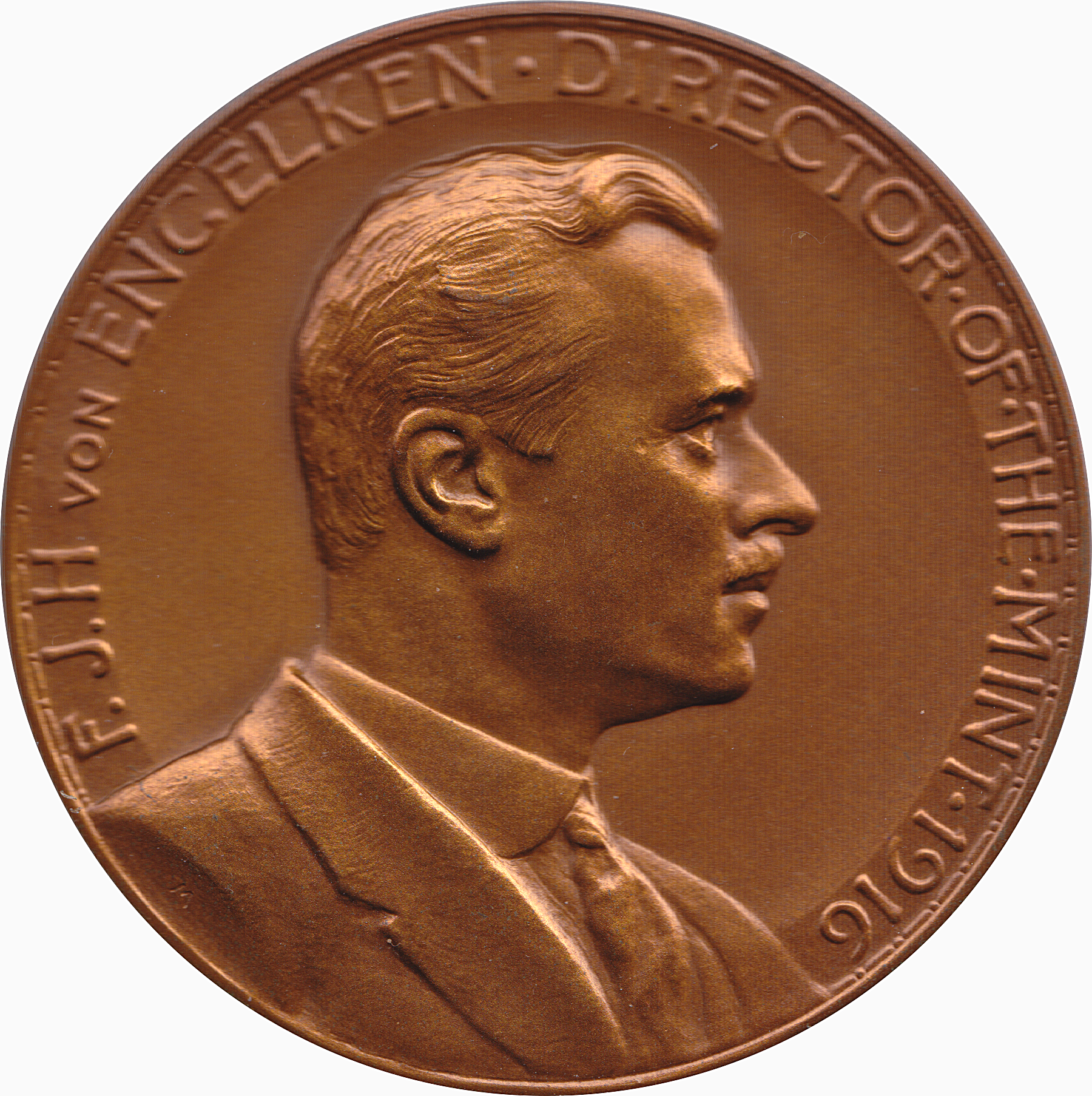
La médaille de la Monnaie frappée en l’honneur du directeur Friedrich Johannes Hugo von Engelken, conçue par George T. Morgan, alors assistant graveur.

e dime Mercury de 1916 frappé à la Monnaie de Denver (1916-D) est la date clé de la série, avec une production de seulement 264 000 exemplaires. Cette faible quantité s’explique par le fait qu’en novembre 1916, von Engelken informe les trois surintendants des ateliers d’une importante commande de quarts de dollar et ordonne que Denver ne frappe que ces pièces jusqu’à ce que la commande soit honorée. La frappe des dimes à Denver ne reprit qu’en 1917, ce qui rend également le 1917-D relativement rare.
Peu de variétés sont connues dans la série des dimes Mercury. Le 1942/41 est généralement qualifié de « surfrappe » (overdate), mais il s’agit en réalité d’une erreur de « coin doublé » (doubled die) : le coin ayant servi à frapper les pièces reçoit une empreinte à partir d’un poinçon daté 1942 et une autre d’un poinçon daté 1941 (jusqu’aux années 1990, il fallait deux frappes d’un poinçon pour transférer complètement le dessin sur un coin). Selon Sinnock, ces pièces sont probablement frappées fin 1941, au moment où l’on prépare les coins pour l’année 1942. Une autre pièce produite à la même époque, mais dont l’erreur est moins visible à l’œil nu, est la 1942/1-D. Une variété populaire est aussi le 1945-S « Micro S », avec un différent d’atelier plus petit que la normale. Cette variété est due à l’utilisation en temps de guerre d’un poinçon initialement conçu pour les monnaies philippines frappées à San Francisco au début du XXe siècle, qui ne laissent qu’un petit espace pour le différent.
À partir de 1928, des albums pour pièces sont édités par des éditeurs privés, le plus souvent sous forme de classeurs à volets, largement utilisés pour collectionner les pièces par date et par atelier. Cela entraîne un fort regain d’intérêt pour la collection des monnaies courantes selon leur millésime et leur différent.
De nombreux dimes Mercury ne sont pas frappés avec une force suffisante, ce qui entraîne une perte de détails du dessin avant même leur mise en circulation. Les exemplaires exceptionnellement bien frappés présentent des « full bands » », c’est-à-dire que les bandes horizontales du faisceau de licteur montrent tous leurs détails. En circulation, le revers a tendance à s’user plus rapidement en raison d’un bord plus bas par rapport au relief du dessin. La plupart des dimes ayant beaucoup circulé montrent donc davantage d’usure au revers.
Bien qu’aucun dime n’ait été frappé à Denver en 1923 ou en 1930, il arrive que l’on trouve des pièces semblant être des 1923-D ou 1930-D. Ces contrefaçons sont frappées dans un bon argent, ce qui permet aux faussaires de tirer profit de la différence entre le coût de production et la valeur faciale. Elles n’apparaissent qu’après la Seconde Guerre mondiale, se trouvent toujours en état usé, et seraient originaires de l’Union soviétique, pays connu pour avoir contrefait des monnaies américaines durant la guerre.
Plusieurs dimes Mercury sont envoyés dans l’espace le 21 juillet 1961 lors de la mission suborbitale Mercury-Redstone 4, le deuxième vol habité du programme Mercury et le deuxième vol spatial habité des États-Unis. Les pièces sombrent avec la capsule dans l’océan Atlantique, mais sont récupérées en 1999 avec la capsule, à près de 16 000 pieds (4 876,8 m) de profondeur.

## Versions en or

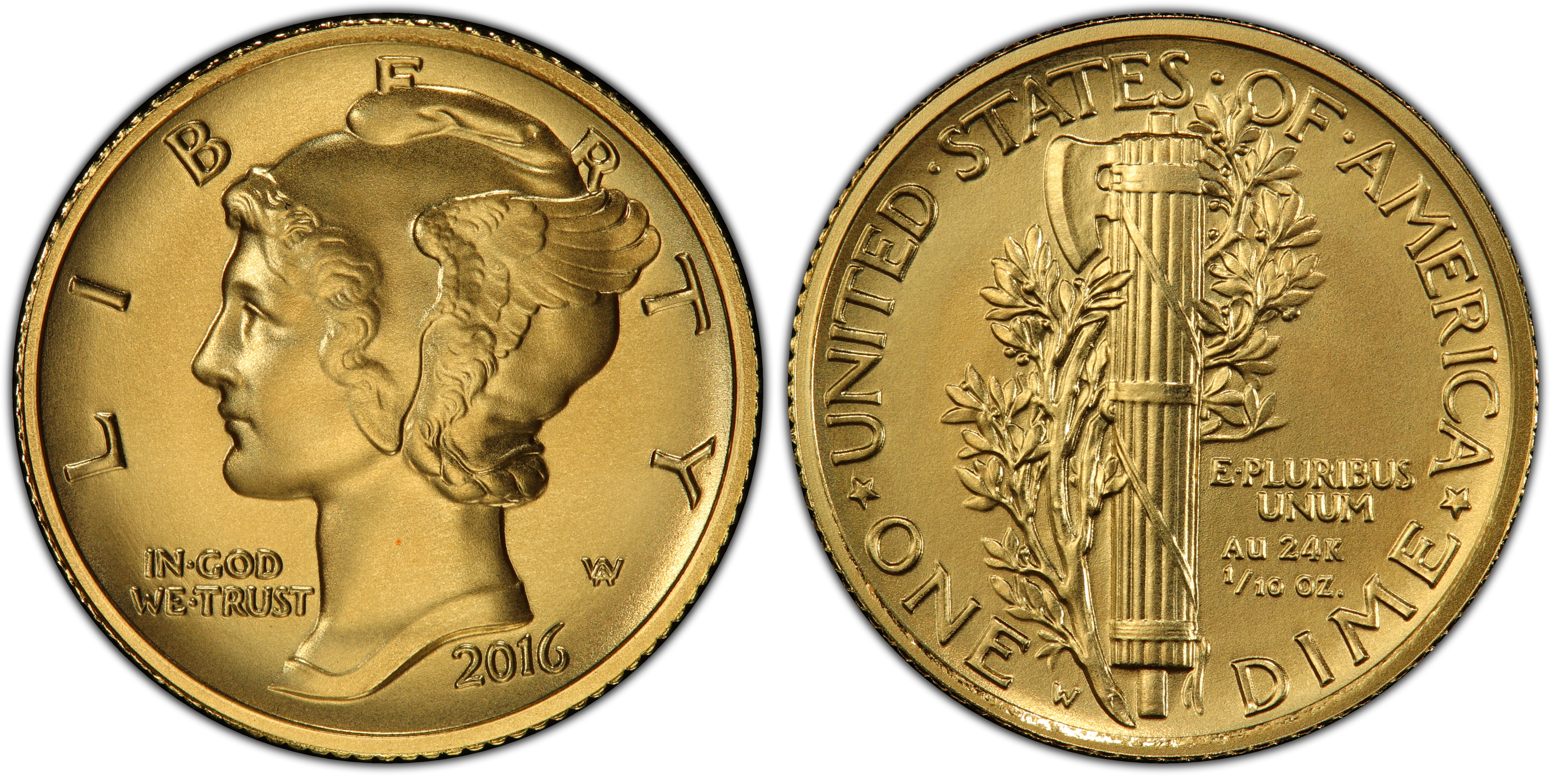
2016-W dime Mercury en or

La Monnaie émet, le 21 avril 2016, une version commémorative en or du dime Mercury pour célébrer son centenaire, vendue via le site officiel de la Monnaie. La demande est si forte que les commandes ont dû être interrompues moins de 45 minutes après la mise en vente de la pièce,. Le 26 avril, la Monnaie annonce avoir vendu 122 510 exemplaires, soit seulement 2 490 pièces de moins que le tirage maximal autorisé. Le reste, comprenant environ 8 000 à 9 000 pièces invendues ou retournées à la Monnaie lors de ventes précédentes, est remis en vente le 15 décembre 2016, avec une limite d’une par client, et s’écoule en moins de 90 minutes.
En juillet 2025, la Monnaie annonce qu’elle réédite la version en or en 2026, avec la date de 1916 et un poinçon représentant la cloche de la Liberté. La pièce en or sera accompagnée d’une médaille en argent, dans le cadre de la commémoration Best of the Mint de 2026, organisée pour marquer le 250e anniversaire de l’indépendance américaine.

## Valeur numismatique
Les pièces de 10 cents Mercury sont parmi les pièces les plus recherchées par les collectionneurs en raison de leur design unique, de leur signification historique et de leurs faibles tirages pour certaines années, :   
- 1916-D : De 650 à 40 000 $. C'est la pièce avec le plus faible tirage (264 000 exemplaires) et elle est très recherchée pour sa rareté et son importance historique. Elle est souvent contrefaite en raison de sa popularité ;
- 1921-D : De 40 à 28 800 $. C'est une émission rare, deuxième après la 1916-D en termes de tirage (1 080 000 exemplaires). Son faible tirage est dû à la conjoncture économique après la Première Guerre mondiale et la priorité de la Monnaie sur la production des dollars Morgan ;
- 1942/1 Overdate : De 300 à 26 000 $. Frappée à Philadelphie, cette pièce présente une surdate unique où la date 1941 est visible sous le 1942. Une pièce est vendue 90 000 $ aux enchères en 2023 ;
- 1921 : De 35 à 23 500 $. Produite à Philadelphie, elle a le troisième plus faible tirage (1 230 000 exemplaires). Sa rareté est liée au retour du dollar Morgan en 1921, ce qui réduit les réserves d'argent pour d'autres dénominations. Un exemplaire atteint 32 200 $ aux enchères en 2010 ;
- 1919-D : De 2,50 à 3 000 $. Un exemple de haute qualité est vendu pour 156 000 $ aux enchères en 2019 ;
- 1938-S : De 2,50 à 400 $. Bien que non la plus rare, elle est difficile à trouver en parfait état. Un exemplaire bien conservé atteint un prix record de 364 250 $ en 2019 ;
- 1918-D : 2,50 à 2 500 $. Une émission précoce avec un des tirages les plus élevés (22 674 800 exemplaires). Elle n'est pas rare en état circulé (2,50 à 120 $), mais est incroyablement rare en parfait état, surtout les versions full band ;
- 1925-S : De 2,50 à 1 400 $. Frappée à San Francisco (5 850 000 exemplaires), sa valeur varie fortement selon son état, les pièces très bien conservées pouvant atteindre 1 000 $ ou plus ;
- 1926-S : De 2,50 à 1 100 $. Cette pièce est rare et précieuse, en particulier en parfait état, avec l'un des tirages les plus faibles de la série (1 520 000 exemplaires). En grades inférieurs, elle peut se vendre entre 13 et 60 $, mais la valeur augmente considérablement pour les versions mieux conservées ;
- 1935-S : De 2,50 à 3 000 $. Bien qu'ayant un tirage plus élevé (15 840 000 exemplaires) et étant relativement commune, sa valeur varie grandement selon l'état. Les versions de haute qualité sont très recherchées, une d'entre elles est vendue pour 90 000 $ aux enchères en 2019.